# Туза
Туза (итал. Tusa) је насеље у Италији у округу Месина, региону Сицилија.
Према процени из 2011. у насељу је живело 1948 становника. Насеље се налази на надморској висини од 571 м.

## Становништво
Према резултатима пописа становништва 2011. у општини је живело 3.051 становника.
| 1931. | 1936. | 1951. | 1961. | 1971. | 1981. | 1991. | 2001. | 2011. |
| ----- | ----- | ----- | ----- | ----- | ----- | ----- | ----- | ----- |
| 1.526 | 1.589 | 1.791 | 1.462 | 1.174 | 1.074 | 1.062 | 951   | 3.051 |